# 皮爾卡尼耶烏

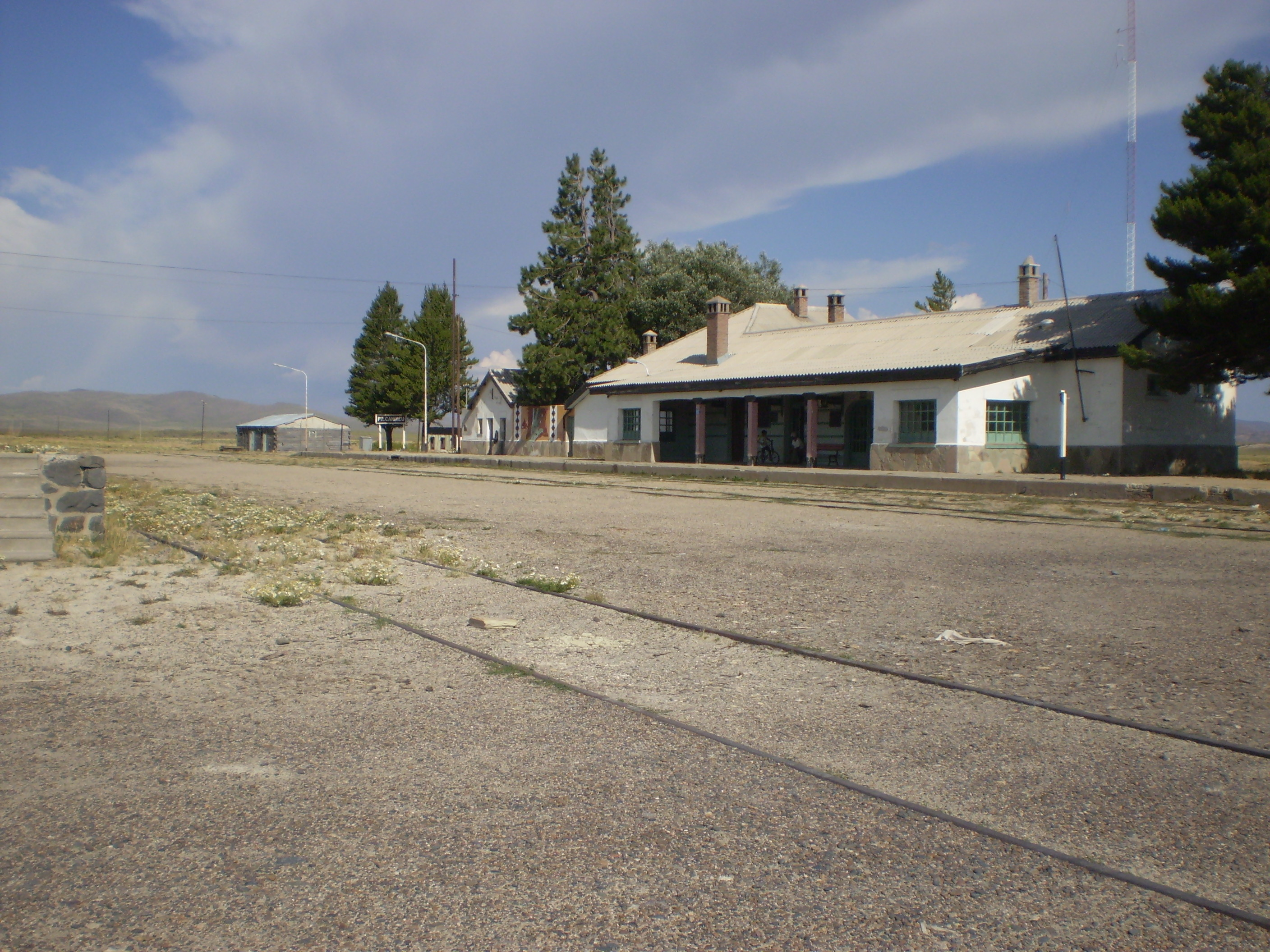
皮爾卡尼耶烏

皮爾卡尼耶烏（西班牙語：Pilcaniyeu），是阿根廷的城鎮，位於該國中部內格羅河省，是皮爾卡尼耶烏縣的首府，始建於1921年2月23日，海拔高度900米，每年平均降雨量268毫米，2010年人口757。
41°08′S 70°40′W / 41.133°S 70.667°W